# Papier samoprzylepny

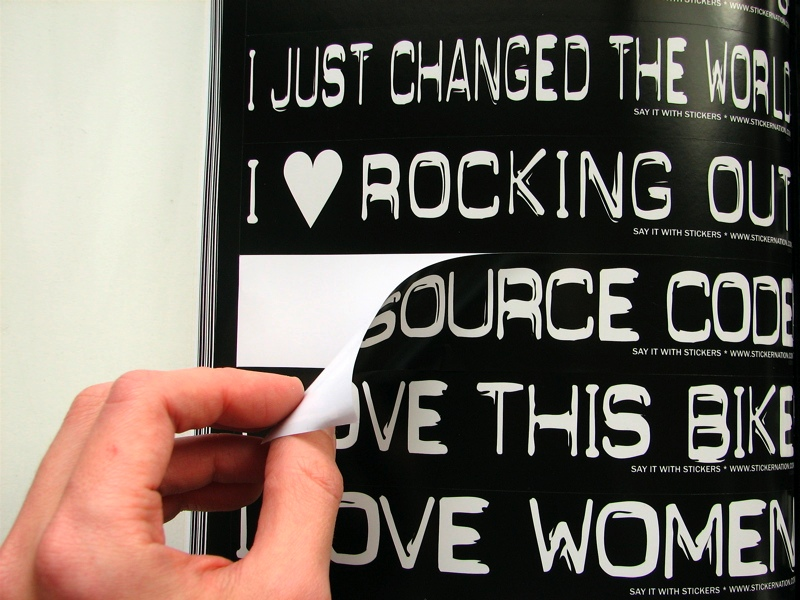

Papier samoprzylepny – rodzaj papieru o gramaturze 70–80 g/m²; składa się z podłoża z papieru silikonowego, warstwy kleju i warstwy papieru lub folii z tworzywa sztucznego. Po oderwaniu spodniej warstwy ochronnej papier jest gotowy do przyklejenia.
Papier samoprzylepny produkowany jest w arkuszach i zwojach. Może mieć różne kolory i wykończenie powierzchni (np. z połyskiem lub matowe). Papier samoprzylepny w arkuszach może być np. nacinany, aby łatwiej było oddzielić podłoże od warstwy wierzchniej. 